# Maurice Tardy
Pour les articles homonymes, voir Tardy.
Auguste Antoine Tardy dit Maurice Tardy, né le 22 février 1910 dans le 2e arrondissement de Lyon et mort le 2 août 1974 à Mézières-sur-Seine, est un industriel lyonnais dans l'outillage. Il est le septième président de la fédération française de rugby à XIII, en poste de 1968 à 1971. À cette époque, la fédération française de rugby à XIII avait pour nom fédération française de jeu à XIII.
Auparavant, il est à l'un des grands organisateurs du rugby à XIII sur la région parisienne avec la création du Celtic de Saint-Denis le 1er mai 1934 et du Celtic Paris Treize dans les années 1950.

## Biographie
Maurice Tardy prend part à la naissance du mouvement de rugby à XIII depuis le 1er mai 1934 en fondant le Celtic de Saint-Denis qui fut champion de France amateurs 1937-1938. Il préside par la suite le Celtic Paris Treize. En septembre 1952, il convainc Puig-Aubert, alors star de l'équipe de France et d'autres joueurs de premiers plans tels René Duffort, Élie Brousse, René Bernard, Roger Arcalis et Maurice Bellan, de le rejoindre au Celtic, mais le club ne parvient pas à atteindre le top 4 et la qualification pour la phase finale.
En décembre 1968, Maurice Tardy, Ligue de Paris, prend les rênes de la fédération française de jeu à XIII lors du congrès de Lézignan. Lors de ce vote, Pierre Garrouste, seul candidat, se voit renouveler un mandat mais pas son secrétaire général sortant, Jacques Reynes. Garrouste décide alors de démissionner par solidarité de ses fonctions, et de ne plus se représenter. Finalement, en fin de soirée, Maurice Tardy est élu à l'unanimité et nomme le 5 janvier 1969 Jean Barrès au poste de secrétaire général.
En avril 1971, il annonce qu'il ne demande pas le renouvellement de son mandat au poste de président de la fédération française de jeu à XIII lors du congrès nationale de la fédération qui se tient du 2 au 4 juillet 1971 à Albi, ceci en raison de obligations professionnelles.
Il décède trois ans plus tard le 2 août 1974 à Mézières-sur-Seine à l'âge de 64 ans des suites d'une maladie.